# DIRAVI
DIRAVI är ett system för servostyrning som utvecklades av Citroën och användes i modellerna  SM, CX, Maserati Khamsin, samt vissa XM-modeller. DIRAVI är en förkortning av direction à rappel asservi och introducerades 1970, och marknadsfördes även under andra namn: VariPower i Storbritannien och SpeedFeel i USA. DIRAVI är integrerat i bilens hydraulsystem och använde alltså samma högtryckssystem som fjädringen och bromsarna.

## Karaktäristik
Till skillnad mot den servostyrning som senare har använts i de flesta bilar, och som är ett servoassisterat mekaniskt system, har DIRAVI ingen direkt mekanisk koppling mellan ratt och hjul. Så länge hydraulsystemet fungerar är det hydrauliken som pekar hjulen i den riktning man fastställer med ratten. Vid ett bortfall av hydraultrycket kan bilen styras med ett mekaniskt system som fungerar som i de flesta bilar.
En annan egenskap hos DIRAVI är att ratten alltid återvänder till mittläget om man släpper den. Det finns också en hastighetsberoende funktion som gör att styrningen går lättare i låg hastighet och trögare i högre hastighet.

## Konstruktion
Styrstången är ihopkopplad med en avkännare, som känner av om ratten vrids åt höger eller vänster jämfört med hur hjulen pekar. En hydraulcylinder som styr hjulen förses med tryck som på ena sidan är lika med systemtrycket, och som på den andra sidan varierar med behovet. Sidan med systemtrycket har en grövre pistong, och därmed mindre kolvyta. Styrningen håller sig i mittenläget när trycket på andra sidan är lika med halva systemtrycket. En skillnad mot en konventionell servoassisterad styrning är alltså att det finns tryck på cylindern hela tiden. 

## För- och nackdelar
Anhängare av DIRAVI-styrningen framhåller att den är bekväm och gör bilen riktningsstabil. Om ett hjul går ner i en grop i vägen känns det inte i ratten, och bilen fortsätter rakt fram. Det fungerar särskilt bra på modeller med gashydraulisk fjädring, som är konstruerade för att trolla bort ojämnheter i vägen.
Nackdelarna med DIRAVI-styrningen är att vägkänslan blir sämre än med en mekanisk styrning. Den är också beroende av ett hydrauliskt högtryckssystem, och därmed dyrare att tillverka. Citroën har övergett DIRAVI i samband med att hydraulsystemet förenklades och de olika delarna separerades. En anledning till det var också att man lättare kan använda standardkomponenter gemensamt med andra bilmodeller inom koncernen. T.ex. delar Citroën C5 konstruktionen av bromsar och servostyrning med Peugeot 407 och 607, medan fjädringen fortfarande är Citroëns egen.